# Comuna Ripkî, Romnî
Ripkî (în ucraineană Ріпки) este o comună în raionul Romnî, regiunea Sumî, Ucraina, formată din satele Mokiivka, Ripkî (reședința) și Viunne.

## Demografie
Componența lingvistică a comunei Ripkî
     Ucraineană (98,22%)
     Rusă (1,38%)
     Alte limbi (0,4%)
Conform recensământului din 2001, majoritatea populației comunei Ripkî era vorbitoare de ucraineană (98,22%), existând în minoritate și vorbitori de rusă (1,38%).